# Echthrus angustatus
Echthrus angustatus là một loài tò vò trong họ Ichneumonidae.